# Alpine A500
La Alpine A500, chiamata anche Renault-Alpine A500, era una monoposto di Formula 1 creata congiuntamente dalla Gordini e Alpine su richiesta della Renault, prodotta tra il 1975 e il 1976 e utilizzata per fare debuttare il motore turbo in Formula 1; in seguito tale motore venne montato sulla Renault RS01.

## Descrizione
La vettura venne testata su molti circuiti, tra i quali quello di Digione ed a Jarama con Jean Pierre Jabouille come collaudatore. Successivamente, Jean-Pierre Jaussaud e René Arnoux, testeranno la vettura.
Al progetto lavorarono André de Cortanze che progettò il telaio Alpine, Francois Castaing al motore V6 turbo e Macel Hubert all'aerodianmica.
A causa di svariate problematiche di cui soffriva la monoposto, come il ritardo del turbo, il surriscaldamento del motore causato dallo stesso e la precaria tenuta di strada, la monoposto è rimasta allo stato prototipale.
Caratteristiche principale della A500 è il motore, che come da regolamento dell'epoca prevedeva per i propulsori sovralimentati una cilindrata massima di 1,5 litri; i tecnici francesi della Gordini scelsero il sei cilindri a V derivato dalla F2, che venne portato a 1492 cm³ e sovralimentato con una turbina Garrett. Al banco erogava 500 CV a 11 000 giri/min e viene montato su una vettura realizzata appositamente dalla Alpine. Oltre al turbo, la vettura portò al debutto gli pneumatici radiali della Michelin.

## Scheda tecnica
| Caratteristiche tecniche - Alpine A500     | Caratteristiche tecniche - Alpine A500 | Caratteristiche tecniche - Alpine A500 | Caratteristiche tecniche - Alpine A500 | Caratteristiche tecniche - Alpine A500 | Caratteristiche tecniche - Alpine A500 |
| Configurazione                             | Configurazione | Configurazione | Configurazione | Configurazione | Configurazione |
| ------------------------------------------ | --- | --- | --- | --- | --- |
| Carrozzeria: monoposto                     | Carrozzeria: monoposto | Posizione motore: centrale-posteriore | Posizione motore: centrale-posteriore | Trazione: posteriore | Trazione: posteriore |
| Dimensioni e pesi                          | | | | | |
| Posti totali: 1                            | Posti totali: 1 | Bagagliaio: | Bagagliaio: | Serbatoio: | Serbatoio: |
| Meccanica                                  | | | | | |
| Tipo motore: Renault-Gordini V6 da 90º     | Tipo motore: Renault-Gordini V6 da 90º | Tipo motore: Renault-Gordini V6 da 90º | Cilindrata: 1500 cm³ | Cilindrata: 1500 cm³ | Cilindrata: 1500 cm³ |
| Distribuzione: 4 valvole per cilindro DOHC | Distribuzione: 4 valvole per cilindro DOHC | Distribuzione: 4 valvole per cilindro DOHC | Alimentazione: iniezione indiretta di carburante Kugelfischer con turbina Renault-Girdini-Garrett                                                        | Alimentazione: iniezione indiretta di carburante Kugelfischer con turbina Renault-Girdini-Garrett                                                        | Alimentazione: iniezione indiretta di carburante Kugelfischer con turbina Renault-Girdini-Garrett                                                        |
| Prestazioni motore                         | Potenza: 500 CV/373 kW a 11000 giri/min | Potenza: 500 CV/373 kW a 11000 giri/min | Potenza: 500 CV/373 kW a 11000 giri/min | Potenza: 500 CV/373 kW a 11000 giri/min | Potenza: 500 CV/373 kW a 11000 giri/min |
| Frizione:                                  | Frizione: | Frizione: | Cambio: cambio manuale Hewland FG 400 a 6 marce | Cambio: cambio manuale Hewland FG 400 a 6 marce | Cambio: cambio manuale Hewland FG 400 a 6 marce |
| Telaio                                     | | | | | |
| Corpo vettura                              | telaio tubolare in acciaio, parte della monoscocca rinforzata con il duralluminio con carrozzeria in poliestere                                          | telaio tubolare in acciaio, parte della monoscocca rinforzata con il duralluminio con carrozzeria in poliestere                                          | telaio tubolare in acciaio, parte della monoscocca rinforzata con il duralluminio con carrozzeria in poliestere                                          | telaio tubolare in acciaio, parte della monoscocca rinforzata con il duralluminio con carrozzeria in poliestere                                          | telaio tubolare in acciaio, parte della monoscocca rinforzata con il duralluminio con carrozzeria in poliestere                                          |
| Sterzo                                     | pignone e cremagliera | pignone e cremagliera | pignone e cremagliera | pignone e cremagliera | pignone e cremagliera |
| Sospensioni                                | anteriori: doppi bracci trasversali, molle elicoidali sugli ammortizzatori / posteriori: doppi bracci trasversali, molle elicoidali sugli ammortizzatori | anteriori: doppi bracci trasversali, molle elicoidali sugli ammortizzatori / posteriori: doppi bracci trasversali, molle elicoidali sugli ammortizzatori | anteriori: doppi bracci trasversali, molle elicoidali sugli ammortizzatori / posteriori: doppi bracci trasversali, molle elicoidali sugli ammortizzatori | anteriori: doppi bracci trasversali, molle elicoidali sugli ammortizzatori / posteriori: doppi bracci trasversali, molle elicoidali sugli ammortizzatori | anteriori: doppi bracci trasversali, molle elicoidali sugli ammortizzatori / posteriori: doppi bracci trasversali, molle elicoidali sugli ammortizzatori |
| Freni                                      | anteriori: dischi, a tutto tondo / posteriori: dischi, a tutto tondo                                                                                     | anteriori: dischi, a tutto tondo / posteriori: dischi, a tutto tondo                                                                                     | anteriori: dischi, a tutto tondo / posteriori: dischi, a tutto tondo                                                                                     | anteriori: dischi, a tutto tondo / posteriori: dischi, a tutto tondo                                                                                     | anteriori: dischi, a tutto tondo / posteriori: dischi, a tutto tondo                                                                                     |
| Pneumatici                                 | Michelin | Michelin | Michelin | Michelin | Michelin |
| Altro                                      | | | | | |
| Note                                       | [ 1 ] | [ 1 ] | [ 1 ] | [ 1 ] | [ 1 ] |